# Norra Laksjön
Norra Laksjön är en sjö i Boxholms kommun i Östergötland och ingår i Motala ströms huvudavrinningsområde.